# 格溫特郡

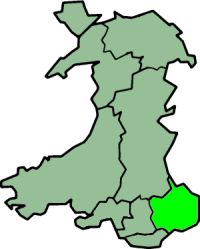
格溫特郡

格溫特郡（英語：Gwent）是英國威爾斯的一個郡，設立於1974年，據1972年地方制度法而設立。郡名取自於古代的格溫特王國。格溫特郡位於威爾斯東南部。2003年，格溫特郡擴大了轄區。2007年，格溫特郡有人口560,500人，是威爾斯人口最多的區域。